# Шуманова декларација
Шуманова декларација, или Шуманов план, био је говор француског министра за европске и спољне послове, Робера Шумана, одржан 9. маја 1950. године. Предложио је да се производња угља и челика Француске и Западне Њемачке ставе под јединствену власт, која ће касније бити отворена за друге европске државе. Крајњи циљ био је смиривање односа, нарочито између Француске и Западне Њемачке, постепеном политичком интеграцијом, која би се постигла стварањем заједничких интереса. „Да би заједница народа могла да буде створена, прије свега је потребно сузбити вјековно непријатељство између Француске и Њемачке… Спајање производње до које ће доћи на поменути начин, створиће услове у којима би било какав рат између Француске и Њемачке био незамислив и конкретно немогућ”.
Конрад Аденауер, први канцелар Савезне Републике Њемачке, позитивно је одговорио на Декларацију, као и владе Холандије, Белгије, Италије и Луксембурга. Шест држава потписало је Париски уговор 18. априла 1951. године. Уговором је створена Европска заједница за угаљ и челик, прва европска наднационална заједница, која је утрла пут Европској економској заједници, а затим и Европској унији.
Шуман је касније постао велики заговорник даље интеграције кроз крајњу нератификовану Европску одбрамбену заједницу, а 1958. постао је први предсједник претходница данашњег Европског парламента. Парламент је Шуману дао титулу „отац Европе” када је напустио дужност шездесетих година, а бриселски округ у којем је смјештено неколико институција ЕУ носи његово име. Дан 9. мај званично је означен као „Дан Европе”, након утицаја Декларације на европску политику.